# Global Communication
Global Communication este un duo britanic de muzică electronică, format din Tom Middleton și Mark Pritchard.

## Biografie
LP-ul de debut al Global Communication, 76:14 este unul din cele mai aclamate albume de muzică electronică și ambient, ale anilor '90. Dincolo de activitatea lor artistică ca Global Communication, ei au înregistrat, de asemenea sub nume scenice ca Jedi Knights, Secret Ingredients, The Chameleon, Link & E621 și Reload, remixând multe piese a diferiților artiști sub fiecare din aceste pseudonime (inclusiv un remix la piesa "On" de Aphex Twin, ca Reload din 1993 și un alt remix în 1997, ca Jedi Knights pentru piesa "Home" de Depeche Mode și fondând casele de discuri Evolution Records și Universal Language Productions.
Pritchard a creat și activat, în cariera solo sub nume scenice ca Reload, Link, Harmonic 313, Troubleman, NY Connection, William Parrott, și Roberto Edwardo Turner, (The Returner). Alte proiecte de colaborare ale lui Pritchard includ Harmonic 33 și Use of Weapons cu Dave Brinkworth, Series 7 cu Stephen Horne, Shaft cu Adrian Hughes, Vertigo cu Danny Breaks,The 28 East Boyz cu Kevin Hann, Chaos & Julia Set cu Dominic Fripp, Mystic Institute cu Paul Kent, Pulusha cu Kirsty Hawkshaw, și Africa HiTech cu Steve Spacek.
La rândul său, Middleton a înregistrat sub pseudonime ca Cosmos, AMBA, The Modwheel, The Rebus Project, Schizophrenia, E621, și Spiritcatcher. A colaborat cu Matthew Herbert și Mark Darby, lansând EP-ul eponim sub pseudonimul [Fog City. Sub numele de Schizophrenia, Middleton a colaborat cu Aphex Twin la una din piesele de pe  EP-ul Analogue Bubblebath. În prezent își lansează înregistrările, și multiplele compilații mix ca DJ sub propriul nume.

## Discografie
Ca Global Communication:
- Keongaku EP (1992)
- Pentamerous Metamorphosis (1993)
- 76:14 (1994)
- Maiden Voyage (2xEP) (1994)
- Remotion: The Global Communication Remix Album (1995)
- The Way/The Deep EP (1996)
- The Groove EP (1997)
- Pentamerous Metamorphosis (re-lansat în 1998)
- 76:14 Ediție Aniversară de 10 ani remasterizată și re-lansată (2xCD) (2005)
- Fabric 26 (DJ Mix 1/2 de Mark Pritchard, 1/2 de Tom Middleton) (2006)
- Back In The Box (2CD DJ Mix) (2011)

Ca Reload (mai întâi un proiect solo a lui Mark Pritchard, apoi alăturându-se și Tom Middleton):
- Reload EP (1992) - (Remaster/Reissue 2006)
- Auto-Reload EP (1992) - (Remaster/Reissue 2006)
- Amenity EP/Cyberdon EP (Reload Remixes) (1993) - (Cyberdon Remaster/Reissue: 2007)
- A Collection of Short Stories (1993)
- Archives EP (1997)

Ca Reload & E621:
- Auto-Reload EP (1992)
- Auto-Reload EP Vol. 2 (1993)
- The Biosphere EP (1993)
- Evolution Remaster/Reissue of Reload EP, Auto-Reload EP și The Biosphere EP (3x12") (2006)

Ca Link (Mark Pritchard Solo):
- The First Link EP (1992) - (Remasterizat/Re-lansat: 2007)
- The Augur EP (1993) - (Remasterizat/Re-lansat: 2007)

Ca Link & E621:
- Antacid EP (1995)

Ca The Chameleon:
- Links EP (1995)

Ca Secret Ingredients:
- New York New York (1996)
- Chicago Chicago (1996)

Ca Jedi Knights:
- New School Science (1996)
- The Big Ones EP (1997)
- Return of the Jedis (Promo) (1999)
- Jedi Selector (2000)

Evolution Records Compilation:
- The Theory of Evolution (1995)

Remix-uri ca Global Communication:
- The Biosphere [Global Communication Remix] - Reload & E621 (1993)
- Arcadian [Global Communication Remix] - Link (1994)
- Natural High [Global Communication Re-Take] - Warp 69 (1994)
- Wild Horse [Global Mix Communication] - Nav Katze (1994)
- Rollercoaster [The Global Communication Yellow Submarine Re-Take] - The Grid (1994)
- Evolution Of The Beast (Part 2) [Global Communication Mix] - Palmskin Productions (1994)
- Ride [Global Communication Dub Mix] - Soft Ballet (1995)
- Bless This [Global Communication Mix] - Jon Anderson (1995)
- Amor Real [Global Communication Mix] - Jon Anderson (1995)
- Jazz Carnival [Global Communication's Space Jazz Mix] - Azymuth (1996)
- Civil War Correspondent [Global Communication Mix] - PJ Harvey & John Parish (1996)
- Aspirin [Global Communication Remix] - Sensorama (1996)
- Gorecki [Global Communication Mix] - Lamb (1997)

Remix-uri ca Reload:
- In Mind [The Reload 147 Take] - Slowdive (1993)
- On [Reload Remix] - Aphex Twin (1993)
- Crazy Dream [The Reload Retro 313 Future Memory Mix] - Nav Katze (1994)
- Visual Cortex [The Reload Re-Difinition] - Schaft (1994)

Remix-uri ca Jedi Knights:
- Antacid [Jedi Knights Remix] - Link & E621 (1995)
- Absorber [Jedi Knights Remixes 1 & 2] - Bomb The Bass  (1995)
- The Flow [Jedi Knights Remix] - Model 500 (1995)
- Home [Jedi Knights Remix] - Depeche Mode (1997)
- Afrika Shox [Jedis Elastic Bass Remix] - Leftfield (1999)
- Jumbo [Jedis Electro Dub & Sugar Hit Remixes] - Underworld (1999)

Remix-uri ca The Chameleon:
- Evolution Of The Beast (Part 1) [The Chameleon Remix] - Palmskin Productions (1994)
- Amazon Amenity [The Chameleon Remix] - Link (1995)